# Lijst van heersers van Monaco
Dit is een lijst van heersers van Monaco uit het huis Grimaldi.

## Heersers van Monaco (1297-heden)

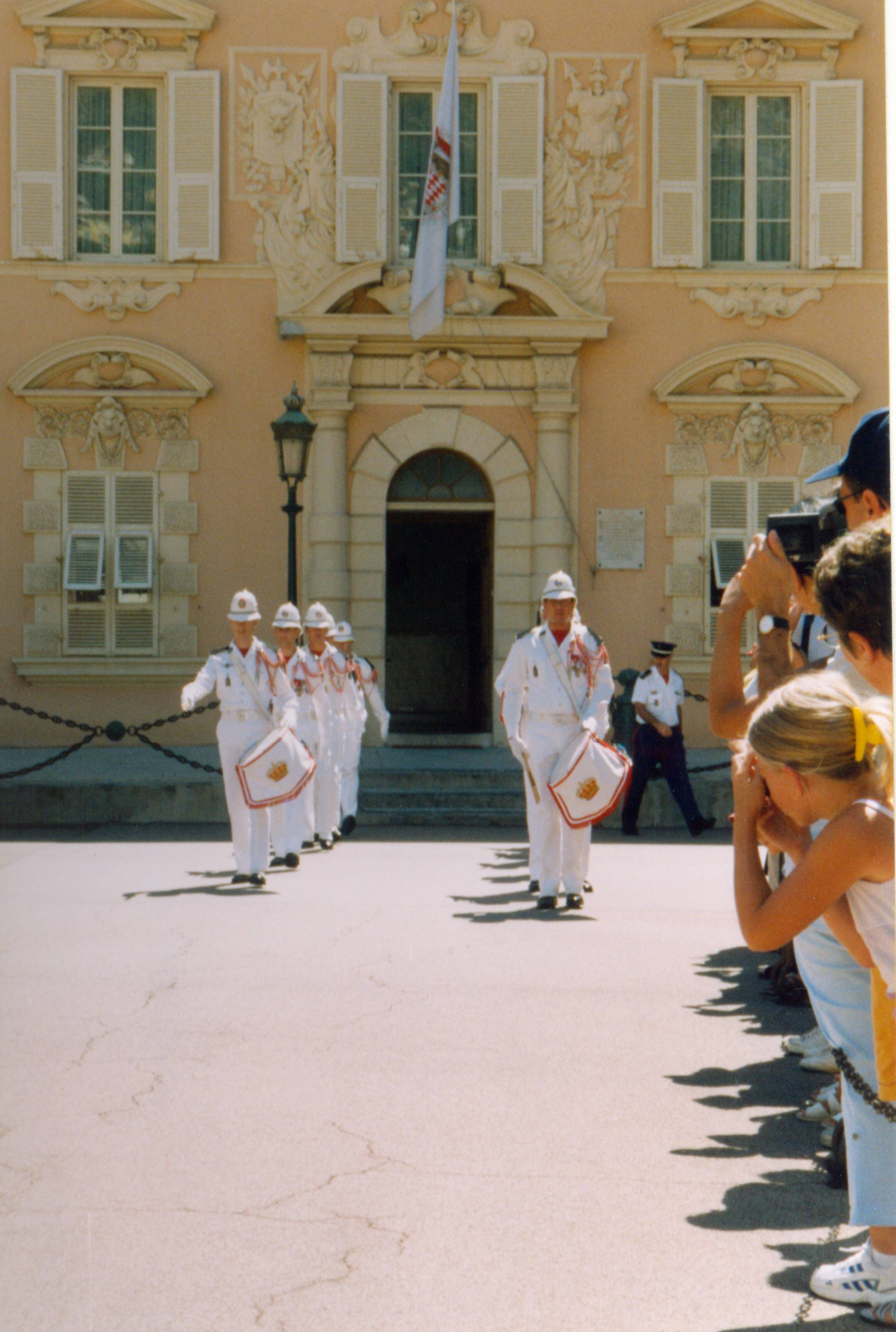
Wisseling van de wacht bij het Prinselijk paleis van Monaco

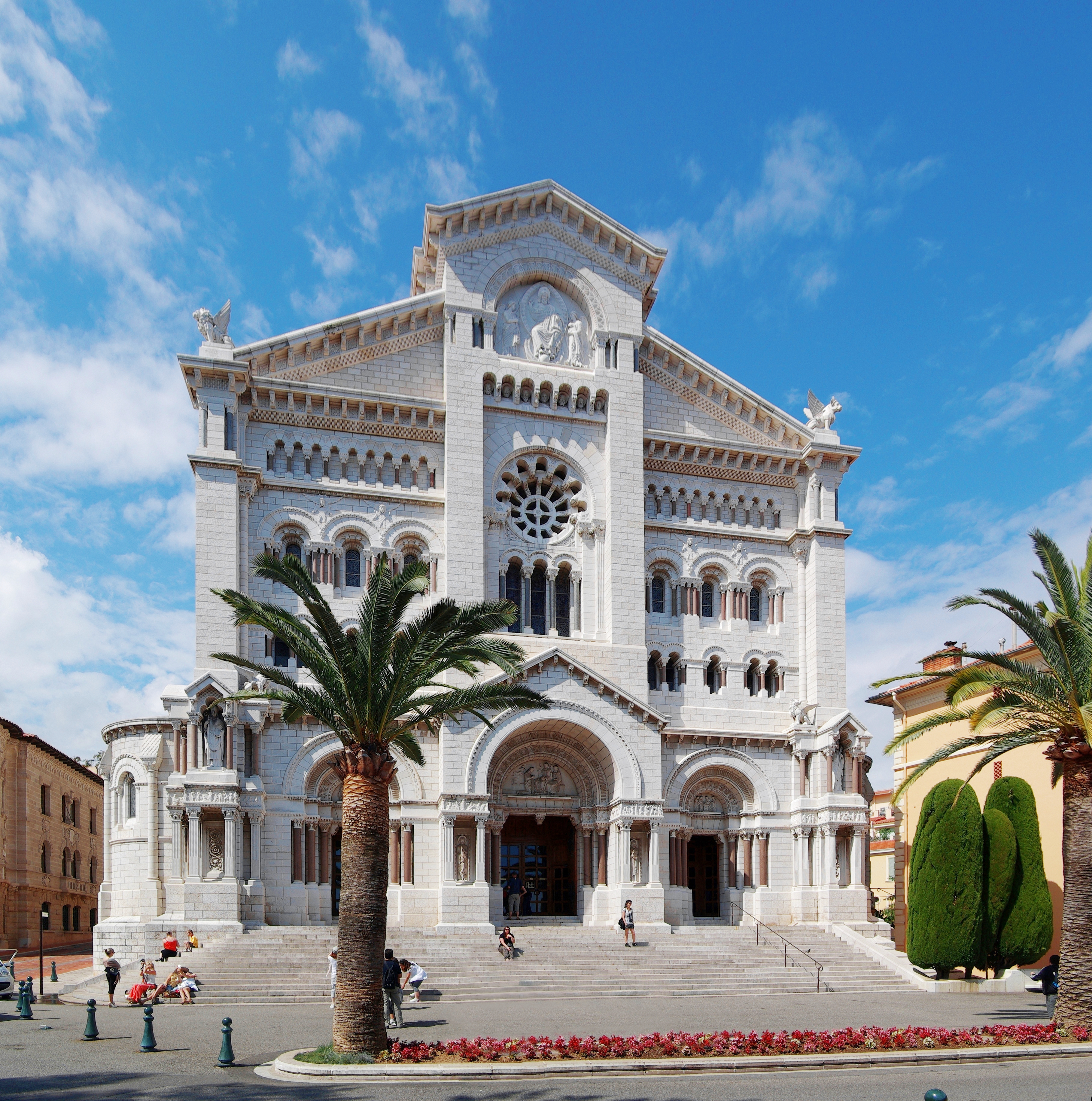
De kathedraal van Monaco waar de meeste voormalige heersers begraven liggen

### Heren van Monaco (1297-1612)
| Monarch                                                   | Monarch                        | Begin             | Einde            | Opmerking                                              |
| --------------------------------------------------------- | ------------------------------ | ----------------- | ---------------- | ------------------------------------------------------ |
|                                                           | Reinier I Grimaldi (1267-1314) | 8 januari 1297    | 10 april 1301    | Heer van Cagnes, neef van Francesco Grimaldi "Malizia" |
| Genuese bezetting van 10 april 1301 tot 12 september 1331 |                                |                   |                  |                                                        |
|                                                           | Karel I (...-1357)             | 12 september 1331 | augustus 1357    | Zoon van Reinier I                                     |
|                                                           | Rainier II (1350-1407)         | 29 juni 1352      | 15 augustus 1357 | Zoon van Karel I en mederegerende sinds 29 juni        |
| Genuese bezetting van 15 augustus 1357 tot 1395           |                                |                   |                  |                                                        |
|                                                           | Lodewijk (...-1402)            | januari 1395      | 19 december 1395 | Zoon van Karel I en regeerde samen met Jan I           |
|                                                           | Jan I (1382-1454)              | januari 1395      | 19 december 1395 | Zoon van Rainier II en regeerde samen met Lodewijk     |
| Genuese bezetting van 19 december 1395 tot 11 mei 1397    |                                |                   |                  |                                                        |
|                                                           | Lodewijk (...-1402)            | 11 mei 1397       | 5 november 1402  |                                                        |
| Genuese bezetting van 5 november 1402 tot 5 juni 1419     |                                |                   |                  |                                                        |
|                                                           | Jan I (1382-1454)              | 5 juni 1419       | 8 mei 1454       |                                                        |
|                                                           | Ambrosius (...-1433)           | 5 juni 1419       | 1427             |                                                        |
|                                                           | Antonie (...-1427)             | 5 juni 1419       | 1427             |                                                        |
|                                                           | Catalanus (1415-1457)          | 8 mei 1454        | juli 1457        |                                                        |
|                                                           | Claudine (1451-1515)           | juli 1457         | 16 maart 1458    |                                                        |
|                                                           | Lambert (1420-1494)            | 16 maart 1458     | maart 1494       |                                                        |
|                                                           | Jan II (1468-1505)             | maart 1494        | 11 oktober 1505  |                                                        |
|                                                           | Lucianus (1487-1523)           | 11 oktober 1505   | 22 augustus 1523 |                                                        |
|                                                           | Honorius I (1522-1581)         | 22 augustus 1523  | 7 oktober 1581   |                                                        |
|                                                           | Karel II (1555-1589)           | 7 oktober 1581    | 17 mei 1589      |                                                        |
|                                                           | Hercules (1562-1604)           | 17 mei 1589       | 29 november 1604 |                                                        |
|                                                           | Honorius II (1597-1662)        | 29 november 1604  | 10 januari 1662  |                                                        |

### Vorsten van Monaco (1612-heden)
| Monarch                                                | Monarch                      | Begin             | Einde             | Opmerking                                                              |
| ------------------------------------------------------ | ---------------------------- | ----------------- | ----------------- | ---------------------------------------------------------------------- |
|                                                        | Lodewijk I (1642-1701)       | 10 januari 1662   | 2 januari 1701    | Kleinkind van Honorius II                                              |
|                                                        | Anton I (1661-1731)          | 2 januari 1701    | 20 februari 1731  | Zoon van Lodewijk I                                                    |
|                                                        | Louise Hippolyte (1697-1731) | 21 februari 1731  | 29 december 1731  | Dochter van Anton I Onder het regentschap van haar man Jacobus I       |
|                                                        | Jacobus I (1689-1751)        | 29 december 1731  | 7 november 1733   | Man van Louise Hippolyte Regent voor zijn vrouw sinds 21 februari 1731 |
|                                                        | Honorius III (1720-1795)     | 7 november 1733   | 19 januari 1793   |                                                                        |
| Franse bezetting van 19 januari 1793 tot 17 mei 1814   |                              |                   |                   |                                                                        |
| Geallieerde bezetting van 17 mei 1814 tot 17 juni 1814 |                              |                   |                   |                                                                        |
|                                                        | Honorius IV (1758-1819)      | 30 mei 1814       | 16 februari 1819  |                                                                        |
|                                                        | Honorius V (1778-1841)       | 16 februari 1819  | 2 oktober 1841    |                                                                        |
|                                                        | Florestan I (1785-1856)      | 2 oktober 1841    | 20 juni 1856      | Zoon van Honorius IV                                                   |
|                                                        | Karel III (1818-1889)        | 20 juni 1856      | 10 september 1889 | Zoon van Florestan I                                                   |
|                                                        | Albert I (1848-1922)         | 10 september 1889 | 26 juni 1922      | Zoon van Karel III                                                     |
|                                                        | Lodewijk II (1870-1949)      | 26 juni 1922      | 9 mei 1949        | Zoon van Albert I                                                      |
|                                                        | Reinier III (1923-2005)      | 9 mei 1949        | 6 april 2005      | Kleinzoon van Lodewijk II                                              |
|                                                        | Albert II (1958)             | 6 april 2005      | heden             | Zoon van Reinier III                                                   |

## Lijn van troonopvolging van Monaco
De onderstaande lijst bevat alle mensen die anno 2022 in aanmerking komen voor troonopvolging (genummerd van 1 tot 16) en de onwettige kinderen die in aanmerking zullen komen als hun ouders ooit zullen trouwen.
- Prins Reinier III (1923-2005)
  -  Prins Albert II (1958), zoon van Prins Reinier III
    - (1) Erfprins Jacques, markies van Baux (2014), zoon van Prins Albert II
    - (2) Prinses Gabriella, gravin van Carladès (2014), dochter van Prins Albert II

  - (3) Prinses Caroline, Prinses van Hannover (1957), dochter van Prins Reinier III
    - (4) Andrea Casiraghi (1984), zoon van Caroline
      - (5) Sasha Casiraghi (2013), zoon van Andrea Casiraghi
      - (6) Maximilian Casiraghi (2018), zoon van Andrea Casiraghi
      - (7) India Casiraghi (2015), dochter van Andrea Casiraghi

    - (8) Pierre Casiraghi (1987), zoon van Caroline
      - (9) Stefano Casiraghi (2017), zoon van Pierre Casiraghi
      - (10) Francesco Casiraghi (2018), zoon van Pierre Casiraghi

    - (11) Charlotte Casiraghi (1986), dochter van Caroline
      - Raphaël Elmaleh (2013), zoon van Charlotte
      - (12) Balthazar Rassam (2018), zoon van Charlotte Casiraghi

    - (13) Alexandra van Hannover (1999), dochter van Caroline

  - (14) Stéphanie van Monaco (1965), dochter van Reinier III
    - (15) Louis Ducruet (1992), zoon van Stéphanie
    - (16) Pauline Ducruet (1994), dochter van Stéphanie
    - Camille Gottlieb (1998), dochter van Stéphanie